# Eduárd walesi herceg
Eduárd walesi herceg (Woodstock, 1330. június 15. – Westminster, 1376. június 8.) III. Eduárd angol király legidősebb fia, a százéves háború kiemelkedő hadvezére, Wales, Aquitania és Cornwall hercege, Chester grófja volt. Hamarabb meghalt, mint az apja, így nem ülhetett Anglia trónjára. Ezt a tisztet fia, II. Richárd szerezte meg. Legnagyobb győzelmét Poitiers-nél aratta. Ragadványneve Fekete Herceg volt, amelyet egyes források szerint páncéljának színe miatt kapott. Ennek kortárs írásos emlékét nem találták, először Richard Grafton 1568-as angliai krónikájában bukkan fel. Egyes történészek szerint ragadványnevét a franciák elleni kegyetlenkedései miatt kapta.

## Családja, címei
1330. június 15-én III. Eduárd angol király és Hainaut-i Filippa angol királyné legidősebb gyerekeként született az oxfordshire-i Woodstock királyi várában. Szeptember 16-án évi 500 márka jövedelmet utaltak ki neki költségeire Chester grófság bevételeiből, majd a következő év februárjában az onnan származó pénz teljes összege őt illette. 1333 márciusában Chester grófja lett.
1337 februárjában megkapta Cornwall hercegi címét. Tizenkét éves korában, 1343. május 12-én Westminsterben ruházták rá a walesi herceg címet. 1362 júliusában megkapta az Aquitania hercege címet, amelyet 1372-es lemondásáig birtokolt. 1353-ban, majd 1358-ban járt Chesterben, ahonnan sok íjásza származott, akik zöld-fehér színezetű kezdetleges egyenruhát hordtak. Walest, címe ellenére, soha nem kereste fel.
Házassága előtt több el nem ismert gyereke született. Szeretője, Willesfordi Edit Roger Clarendont szülte neki 1352-ben. A fiú mindössze tíz évet élt. Ismeretlen nőktől három fia, Eduárd, János és Károly született. Féltestvére volt Genti János lancasteri herceg.

## Élete

A Fekete Herceg második címere, ezt használta a békeidőben zajló versenyeken

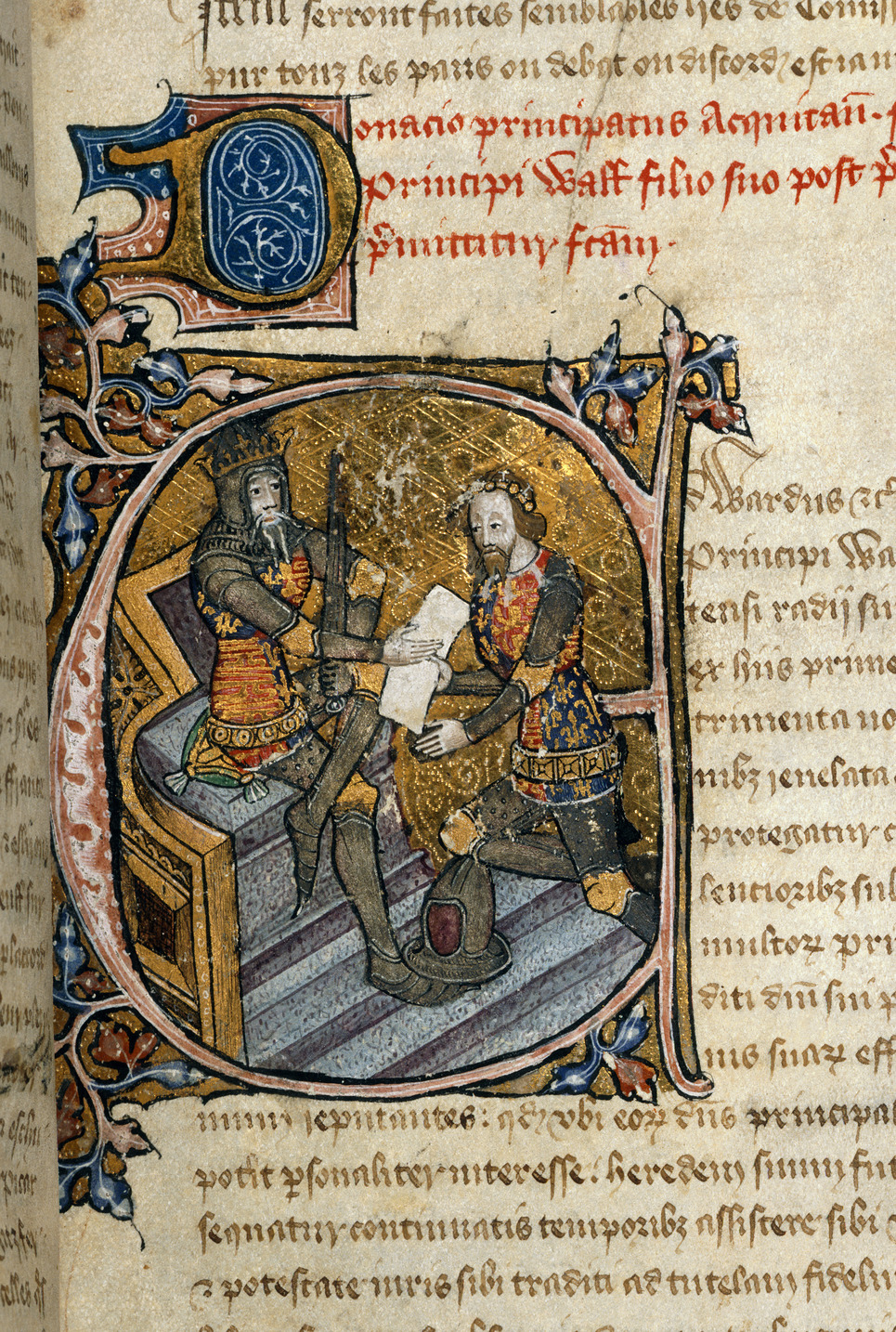
Eduárd átveszi az Aguitánia hercegi címét igazoló dokumentumot apjától

Korán megmutatkozott tehetsége a katonai pályához, és első észak-franciaországi hadjáratára, amelynek célja a francia trón megszerzése volt, tizenhat évesen, 1346-ban indult. Már ebben az évben, augusztus 26-án harcolt a crécyi csatában, és olyan erényeket mutatott, amelyek hírnevet szereztek neki. A jobbszárny irányítását kapta feladatul, és fontos szerepet játszott a franciák legyőzésében.
1347-ben visszatért Angliába, majd egy év múlva apja az általa alapított Térdszalagrend lovagjává ütötte. Jelmondata saját kézírásával maradt fennː Homout; Ich Dene (Bátorság; szolgálok). Később Ich Dienként, Ich Diene-ként tűnik fel. A jelmondatot és a három strucctollas címert a crécyi csatában elesett vak uralkodó, János cseh király emléke előtti tisztelgésként választotta; azóta ez a walesi hercegek címere. 1350-ben részt vett a winchelse-i tengeri ütközetben a kasztíliai flotta ellen.
1355-ben önálló parancsnokként tért vissza Franciaországba, Gascogne-ba. 1355–1356-ban számos brutális fosztogató akciót indított a francia területek ellen, hogy demoralizálja az ellenséget. Mélyen betört Franciaországba, érintve Toulouse-t, Carcassonnee-t és Narbonne-t. Azokra a városokra koncentrált, amelyekben a legnagyobb kárt tudta okozni a legkisebb ellenállás mellett. Csapatai fosztogattak, gyújtogattak és ölték a helyi lakosokat.
1356. szeptember 19-én jelentős győzelmet aratott a franciák felett Poitiers-nél. II. János francia királyt fogságba ejtette, majd Angliába vitte, ahol hivalkodó lovagiassággal bánt vele. Az uralkodót hárommillió aranykorona váltságdíj és az Aquitániát Angliának átadó szerződés ellenében engedte szabadon.
1361 októberében feleségül vette unokatestvérét, Johannát a windsori kastélyban. Johanna Plantagenet Edmund, Kent grófjának az özvegye, I. Eduárd angol király unokája volt, aki együtt nőtt fel Eduárddal. A házassághoz VI. Ince pápa engedélyét kérte. A frigyet elégedetlenül fogadták az udvari körök, mivel hatalmi szempontból jövedelmezőbbnek tartottak volna egy külföldi királynét. Eduárdnak és Johannának két gyereke született Franciaországban, Angouleme-i Eduárd 1365-ben és Bordeaux-i Richárd, a leendő II. Richárd angol király 1367. január 6-án. Eduárd hatéves korában, 1372-ben elhunyt, így Richárd lett a Fekete Herceg örököse.
1363-ban – Aquitania fejedelmeként – visszatért Franciaországba. Fényűző udvarát Bordeaux-ban állította fel. Több elűzött uralkodó, köztük IV. Jakab mallorcai király is megfordult udvarában. Nagy hatalma és lehetőségei voltak, de nem élt velük. A területen maradt francia nemesekkel kifejezetten ellenséges, a püspökökkel barátságtalan  volt. 1367-ben átkelt seregével a Roncesvallesi-hágón, és segített I. Péter kasztíliai királynak visszaszereznie trónját. 1367. április 3-án nagy győzelmet aratott a nájerai csatában. Ezután Burgosba vonult, és Pétert Kasztília királyának nyilvánította. A következő négy hónapot Kasztíliában töltötte, főleg Valladolidban. Seregét megviselte a meleg spanyol nyár, és Eduárd ekkor mutatta későbbi halálos betegsége, a vérhas első jeleit.
Miután visszatért Aquitaniába, magas adókat vetett ki, hogy pótolja a hadjáratra kiadott pénzt, ami népszerűtlenné tette a francia nemesek körében.
1368-ban az elégedetlen francia nemesek V. Károly francia királyhoz fellebbeztek. 1369 májusában a király Párizsba hívta Eduárdot, hogy személyesen adjon választ. A herceg azt válaszolta, hogy ha Párizsba megy, akkor 60 ezer katonával érkezik majd.
Eduárd azonban nemcsak a nemeseket, hanem a polgárokat és a parasztokat is elidegenítette, és 1369-ben több mint 900 város, vár, megerősített település lázadt fel ellene. Válaszul elfoglalta és feldúlta Limoges-t, és katonái meggyilkolták a település háromezer lakosát. 1371 januárjában, orvosai tanácsára, betegen és megtörtén tért vissza Angliába, és hivatalosan is lemondott fejedelemségéről apja javára 1372 októberében. Aquitania hercegi címét nem kapta meg senki.
Életének utolsó öt évéről kevés feljegyzés maradt. Azt tudni, hogy egészségi állapota rohamosan romlott. Amikor felismerte, hogy haldoklik, idejének jelentős részét imádkozással és jótékonykodással töltötte. Néhány kortárs feljegyzés szerint a brit parlament alsóházát támogatta 1376-ban, az úgynevezett jó parlament ülése alatt. A parlament fő célja a kormányzat tevékenységének javítása és a korrupció visszaszorítása volt. Az alsóházi követelések támogatása valószínűleg annak az erőfeszítésének a része volt, hogy elismertesse fiát, Bordeaux-i Richárdot, a későbbi II. Richárd angol királyt örökösének, így a trón várományosának. A parlament el is fogadta ezt, és apja is ígéretet tett arra, hogy megvédelmezi unokáját. 1376. június 8-án a herceg a Londonhoz közeli Westminsterben elhunyt. Földi maradványait a canterburyi katedrálisban helyezték végső nyugalomra.

## Személyisége
Fennmaradtak Eduárd háztartásának feljegyzései az 1346–1348-as és az 1351–1365-ös időszakból. Ezekből, valamint a korabeli krónikákból és életrajzírója, Sir John Chandos munkájából azonos kép rajzolódik ki a Fekete Hercegrőlː folyamatosan lehetőségei felett élt. Eduárd nagylelkű volt bérlőivel és lovagtársaival egyaránt, és a hű szolgálatot megjutalmazta. 1356-ban például az egyik szemét a poitiers-i ütközetben elvesztő William Lenhce-nek adományozta a saltash-i komp működtetési jogát. Az alacsony származásúakkal viszont kegyetlenül bánt.
Érdeklődési köre megegyezett a többi mágnásévalː szerette a lovagi tornákat, a solymászást, a vadászatot és a kártyázást. Olvasott, vallásos ember volt, komoly összeggel támogatott 1376-ban egy imaházat Ashridge-ben. Szerette az ékszereket; spinellje, amelyet Kasztília királyától kapott a nájerai csata után, ma a korona része.